# Americanah
Pour les articles homonymes, voir Americana.
Americanah est un roman américano-nigérian écrit par Chimamanda Ngozi Adichie publié en 2013 aux Etats-Unis. Il est publié en français par les éditions Gallimard en 2015.

## Composition
Le roman se compose de sept parties inégales :
1. pp. 11-49, chapitres 1 (salon de coiffure, à Trenton) et 2 (Obinze et Chief, à Lagos)
2. pp. 51-253, chapitres 3 à 22 : Nigeria (ch. 3 à 8), puis États-Unis (ch. 9 à 22), Ifemelu, Uju, Dike, Ginika, Curt
3. pp. 257-317, chapitres 23 à 30 : Londres, Obinze
4. pp. 319-405, chapitres 31 à 41 : États-Unis, Ifemelu, Blaine
5. pp. 407-415, chapitres 42 : Obinze et Ifemelu se recontactent
6. pp. 417-421, chapitre 43 : Ifemelu au chevet de Dike
7. pp. 423-523, chapitres 44 à 55 : Ifemelu de retour à Lagos

## Trame narrative
Au début du livre, une jeune femme noire, Ifemelu, d'origine nigériane igbo, installée et intégrée dans la ville blanche de Princeton (New Jersey), se rend dans la proche ville noire de Trenton (New Jersey) se faire tresser les cheveux, non défrisés. Cette blogueuse célèbre, au moins auprès de Sapphic Derrida, vient de fermer son blog intitulé Raceteenth (Observations diverses sur les Noirs américains (ceux qu'on appelait jadis les nègres) par une Noire non-américaine), de vendre son appartement et de quitter son petit-ami Blaine avec qui elle entretenait une relation depuis trois ans. Elle quitte également les États-Unis où elle était depuis treize ans, pour revenir au pays, à Lagos.
Le chapitre 2 traite du retour difficile d'Obinze à Lagos, après ses trois années en Angleterre.
La seconde partie (chapitres 3-8) évoque la vie nigériane des personnages d'avant l'expatriation, les années lycée, les retards de salaire et de loyer, les amitiés, les lectures, les sorties, les inspirations religieuses de la mère d'Ifemelu et les résistances d'Ifemelu aux contraintes sociales. Tante Uju, dépendante du Général aide financièrement son frère, le père d'Ifemelu, mais le décès du Général la force à déguerpir avec leur fils Dike, aux États-Unis, où elle a accouché un an plus tôt à Atlanta.
La seconde moitié de la seconde partie (chapitres 9 à 22) évoque le séjour américain d'Ifemelu, de ses retrouvailles avec Uju qui est réduite à une forme de pauvreté, cumulant trois emplois pour payer ses études préparatoires et vivre à Brooklyn (Flatlands), avec son fils Dike. Ses voisins, Jane et Marlon, noirs de la Grenade et leurs enfants Elisabeth et Junior, l'aident à passer l'été à faire la baby-sitter de Dike, et à s'habituer peu à peu au nouveau monde : un service public d'éducation défaillant, un Nigérian décevant (Bartholomew), un système universitaire contraignant. Heureusement, Uju obtient son entrée en médecine. Mais elle doit se faire détresser et défriser les cheveux pour paraître "plus professionnelle". Ifemelu rejoint Philadelphie, avec la carte de Sécurité Sociale et le permis de conduire prêtés par Ngozi Okonkwo, pour retrouver Ginika et ses amies (Stéphanie, Jessica, Teresa, Hari...). Là-bas, elle s'installe en colocation avec Jackie, Elena, Allison et suit des cours en communication. Elle peine à payer son loyer, car ses recherches d'emploi sont infructueuses, et à s'intégrer ce qui l'amène à déprimer (au Nigéria la dépression n'existe pas, ou du moins personne n'en parle, elle est alors dans le déni). 
La troisième partie suit les piètres aventures d'Obinze, pendant trois ans, après l'expiration de son visa de six mois : insécurité, solitude, aliénation. Il rencontre le cousin Nicholas, marié à Ojiugo, intégrés, avec cours de violoncelle, piano, violon, et français pour leurs enfants, Nna et Nne. Le cousin Iloba lui fait connaître Vincent Obi, qui le laisse utiliser son numéro de Sécurité sociale, contre 35% des salaires. Il se permet uniquement une pause hebdomadaire en café-librairie. Comme assistant-livreur (Vinny Boy), il rencontre enfin des Anglais simplement humains, comme Roy Snell, et surtout Nigel, avant d'être dénoncé. Son ancien ami Emenike, intégré, lui passe mille livres pour finaliser le mariage arrangé par des Angolais avec Cleotilde, et à cette occasion, à Newcastle, il est arrêté, puis expulsé.
La quatrième partie accompagne Ifemelu, après la fin du couronnement de sa vie et la rupture avec Curt. Elle lance son blog, Raceteenth, qui lui apporte reconnaissance (observer, pas expliquer) et argent, donc appartement. Elle retrouve alors Blaine, sa sœur Shan (écrivaine, son salon), son amie Araminta. Elle finit par s'installer chez lui à New Haven, à rencontrer ses connaissances : Marcia, Michael, Stirling, Nathan, Paula, Pee, Grace, Omar, Bill, Maribelle, Joan, Ashanti, Boubacar, Kavanagh... Elle obtient une bourse de recherche en licence à l'Université de Princeton, et se sépare de fait de Blaine, au moins pour le logement.
En dernière partie, Ifemelu travaille comme rédactrice dans une revue, et tient un blog, Les petites rédemptions de Lagos...

## Personnages
- Ifemelu , Ifem :  fille unique, diplômée de communication, revenant à Lagos après 13 ans aux États-Unis.
  - sa mère, portée sur la religion,
  - son père, discret, bienveillant, fonctionnaire démis, bras cassés,
  - ses cousins, cousines, oncles et tantes,

- Tante Uju, Obianuju : fille de village, bien entretenue, sans argent, médecin militaire. Elle a une relation avec le Général Oga avec qui elle a un fil nommé Dike.

- Le Général, Oga : fait partie des dirigeants du Nigéria. Il s'est marié à Abuja et est le mentor-amant de Tante Uju et père de Dike. Il meurt dans un accident d'avion, obligeant Uju et Dike à fuir aux Etats Unis.
- Dike : fils de tante Uju et du Général. Il rejette ses origines nigérianes et a du mal avec son identité personnelle. 
  - Sa baby-sitter hispanique s'appelle Alma.

- Ginika : amie du secondaire d'Ifemelu. Elle a déménagé aux Etats-Unis avant Ifemelu. Lorsque cette dernière s'y installe, elle l'aide à trouver ses marques et notamment à décrocher son emploi de baby-sitter chez les Turner.
  - Ranyinudo, Priye, Tochi sont d'autres de ses amies du secondaire.
- Wambui : amie américaine d'Ifemelu. Elle vient du Kenya et fait partie de l'Association des Étudiants africains.
  - Mwombeki, Kofi sont d'autres amis américains.
- Kimberly Turner : marié à Don, elle est la soeur de Laura, mère de Morgan et Taylor, pour qui Ifemelu est baby-sitter.
- Curt : blanc riche blond, du Potomac est le premier petit ami américain d'Ifemelu avec qui elle vit assez longtemps à Baltimore.
- Blaine : noir américain, rencontré dans le train, professeur à l'Université Yale. Après s'être perdus de vue il devient son compagnon durant trois ans, à New Haven. Il est son deuxième petit ami américain. 
  - Shan : sœur de Blaine et écrivaine.

- Obinze, Maduewesi, Ciel, Le Zed : il est le grand amour d'Ifemelu. Il habite en Angleterre. Il est prête-nom et agent immobilier,
  - la mère d'Obinze, professeure de littérature de langue anglaise à l'Université de Lagos, Ifemelu l'appelle "Ma".
  - amis du secondaire, les Big Guys : Kayode DaSilva (et Yinka), Ahmed, Emenike, Osahon
  - Kosi : épouse d'Obinze, mère de son enfant Buchi, de peau très claire
    - Chioma : sœur de Kosi,
    - Marie : nouvelle domestique, béninoise,

  - Buchi : fille de Obinze et Kosi. Elle a 2 ans au début de l'histoire,
  - cousins et cousine : dont Iloba, Ranyinudo (amie du Général, facilitatrice), Nneoma (grandie au village, facilitatrice, contact de Chief),
  - Okwudiba : meilleur ami.
- Chief : ami de grands personnages, comme ces chefs d'État : Abacha (1943-1998), Babangida (1941-), Obasanjo (1937-),
  - et sa cour, Les Hommes Importants et les Femmes Importantes...

## Thématiques
Le récit-cadre est une belle histoire d'amour entre deux jeunes Nigérians, de bon niveau, qui se quittent à 19 ans, et se retrouvent treize ans plus tard, à 32 ans, après avoir chacun vécu, lui en Angleterre, essentiellement dans le Grand Londres, elle dans le nord-est des États-Unis. Son expatriation est difficile, et remplie de beaucoup d'expériences aussi bien professionnelles que personnelles telles que l'immigration, l'acculturation, l'exploitation, le racisme, la négritude, la migritudede nouvelles amitiés et de nouveaux amours.e.
L'action se déroule donc dans les années 2000-2010, au tournant du siècle, au moment de l'élection d'Obama à la présidence américaine.
Le livre s'ouvre sur le salon de coiffure africain de Trenton. Le salon revient brièvement dans plusieurs chapitres : Aisha, une des coiffeuses du salon, veut qu'Ifemelu persuade un de ses prétendants de l'épouser. Et Ifemelu porte sur elle son africanité : pourquoi faudrait-il défriser et détresser les cheveux des femmes d'origine africaine ?

## Éditions
- Americanah, Éditions Gallimard, Collection Du monde entier, Paris, 2015, 528 pages  (ISBN 978-2-07-014-235-4)
- Americanah, Éditions Gallimard, Collection Folio, Paris, 2016, 685 pages  (ISBN 978-2-07-014235-4)

## Récompenses
- Prix Heartland (en) 2013
- National Book Critics Circle Awards Fiction 2013[2]
- un des dix meilleurs romans de l'année de The New York Times Book Review 2013[3]
- liste courte de l'International IMPAC Dublin Literary Award 2015[4]
- et plusieurs nominations à divers prix anglophones.

Les recensions francophones sont plutôt favorables
,,,,,
, et assez peu consistantes, sans doute par méconnaissance des milieux évoqués, sauf une.
En 2025, le magazine Télérama le classe parmi les 25 meilleurs romans du XXIe siècle.
Une adaptation cinématographique est prévue.